# Serra dos Alves
A serra dos Alves é uma formação geológica localizada no município brasileiro de Itabira, no interior do estado de Minas Gerais. Está situada à cerca de 45 km da sede da cidade e dista cerca de 15 km do distrito Senhora do Carmo.
Na vertente leste da serra do Espinhaço, fazendo fronteira com o Parque Nacional da Serra do Cipó, a Serra dos Alves destaca-se como um dos locais com mais atrativos naturais de toda a região. Fazendo parte da Área de Proteção Ambiental (APA) Morro da Pedreira, a Serra dos Alves é um dos divisores de águas entre as bacias hidrográficas do rio São Francisco e do rio Doce, onde nasce o rio Tanque com suas várias cachoeiras, destacando-se o Canyon do Marques, que convidam para uma grande aventura.

## História
Na serra dos Alves encontra-se uma pequena comunidade com 33 casas de pau-a-pique ao redor da Capela de São José. Há na frente da capela um cruzeiro de aproximadamente 6m com adereços que representam o martírio de Cristo. A capela foi construída por volta de 1860, com características coloniais, estrutura autônoma em madeira e vedação em adobe e pau-a-pique sobre embasamento em pedra. Dentro, o retábulo (altar) em madeira, é muito bonito. Suas imagens são de grande valor histórico. As peças são em madeira, barro e papel machê e semelhantes as do santeiro itabirano Alfredo Duval. No interior da capela, uma inscrição da Fundição do Sino de São Paulo, datada de 1727, tem o nome do padre Santos Saez Acha, pároco responsável pela capela de 1923 a 1940.
Sua comunidade, formada em sua maioria por idosos, mantém seus costumes nas festas religiosas, onde o ponto forte é a apresentação do Grupo de Marujos Senhora do Rosário com mais de 100 (cem) anos, o primeiro de Itabira. A população de Serra dos Alves é composta por 102 pessoas. Segundo dados de 2004, a população é divida da seguinte forma: 36% de homens, 39% de mulheres e 25% de crianças, sendo a maioria dos adultos acima de sessenta anos.
O povoado de Serra dos Alves surgiu por volta de 1850, quando os bandeirantes começaram a explorar ouro e cristais na região. Os resultados da exploração ordenada pelo governo português na serra dos Alves não eram significativos, dando então, a origem rural do distrito. O nome da localidade se deve ao fato de que a primeira família a se instalar no povoado foi a dos Alves.
Sobre a atividade econômica do local, a maior parte da população recebe aposentadoria, o que demonstra a presença de uma população mais idosa. Além disso, a agricultura de subsistência a fabricação de rapadura, polvilho, farinha de mandioca, fubá moído em moinho d´água, biscoitos, queijos, além da famosa cachaça em vários alambiques, tudo feito artesanalmente, contribuem para a sobrevivência do local. A tradição do comércio por troca é a mais comum e parece ser bastante antiga, está relacionada a um comércio incipiente e a dificuldade de se comprar produtos alimentícios e industrializados no povoado, seja pela falta de recursos financeiros ou pela distância do distrito Senhora do Carmo, local mais próximo para adquirir produtos industrializados.

### Turismo na região
O turismo vem surgindo como alternativa econômica, mas ainda acontece de maneira tímida. O local vem sendo descoberto e divulgado através do boca a boca. A região é dotada de relevo, matas, e o belíssimo Canyon Marques, além da beleza cênica do local, encontram-se ali algumas cachoeiras e trilhas para caminhadas, sendo que muitas dessas trilhas levam algumas horas para serem feitas.
Serra dos Alves também faz parte do eixo da Estrada Real, isso tem atraído até mesmo turistas estrangeiros que buscam passar pelos caminhos históricos.
Sobre os aspectos culturais do vilarejo, o ponto de encontro, principalmente dos mais velhos, é a praça em frente à Igreja que possui alguns bancos onde os moradores locais colocam a conversa em dia, além de observarem a movimentação das pessoas.
O artesanato da região não possui um produto típico do povoado, mas representa parte dos trabalhos, principalmente das mulheres, que utilizam a atividade como fonte secundária de renda, destacando-se os bordados de ponto em cruz, balaios e peneiras feitas em taquara de bambu, além das rédeas e barrigueiras tecidos em pelos, todos tecidos em rocas muito antigas, aquelas dos velhos tempos.

### Festas
As principais festas estão relacionadas a festas religiosas, sobretudo católicas, que acontecem ao longo do ano e incluem uma procissão. A organização é feita pela paróquia com a ajuda de cristãos e do padre. Algumas festas religiosas que acontecem em Senhora do Carmo contam com a participação de moradores da serra dos Alves.
Nas festas, os maiores destaques são as religiosas em homenagem a Nossa Senhora do Rosário, Divino, São José, Senhora do Bonfim, sempre acompanhadas pela Banda de Marujo Nossa Senhora do Rosário, a primeira do Município de Itabira com 105 anos de fundação. Os tradicionais passeios a cavalo que mantém viva a cultura tropeira saindo do distrito de Senhora do Carmo para o povoado de Serra dos Alves. Hoje, inserido no calendário oficial das cavalgadas da região.